# Wise Ridge
Wise Ridge ist ein spitzgiebeliger Bergkamm im ostantarktischen Viktorialand. In der Saint Johns Range ragt er in südwestlich-nordöstlicher Ausrichtung und mit Höhen zwischen 1200 m und 1550 m zwischen dem Dahe-Gletscher und dem Willis-Gletscher auf.
Das Advisory Committee on Antarctic Names benannte den Bergkamm 2005 nach dem Meeresgeologen Sherwood W. Wise Jr. (* 1941) von der Florida State University, der von 1973 bis 2004 an vorbereitenden Arbeiten sowie an der Gewinnung, Analyse und Lagerung von geologischen Proben aus dem Südlichen Ozean beteiligt war.